# Nová Olešná
Nová Olešná település Csehországban, a Jindřichův Hradec-i járásban. Nová Olešná Bednárec, Blažejov, Strmilov és Střížovice településekkel határos. Lakosainak száma 124 fő (2024. január 1.).

## Népesség
A település lakosságának változását az alábbi diagram mutatja:
| Lakosok száma | 558  | 538  | 520  | 303  | 190  | 110  | 127  | 134  | 120  | 124  |
|               | 1869 | 1890 | 1921 | 1950 | 1980 | 2001 | 2017 | 2019 | 2022 | 2024 |